# Muscardinus dacicus
Muscardinus dacicus — вимерлий вид гризунів родини вовчкових (Gliridae).

## Поширення
Цей вид ліскульок був виявлений в Угорщині, Італії, Польщі та Румунії. Він жив у епоху пліоцену-плейстоцену.

## Таксономія
Вперше цей вид був описаний у 1930 році угорським вченим Тівадаром Кормошем